# Krzysztof Tajduś
Krzysztof Franciszek Tajduś (ur. 1979) – profesor nauk technicznych, Instytutu Mechaniki Górotworu PAN, specjalności naukowe: geomechanika górnicza i geotechnika. Ukończone studia menadżerskie oparte na strukturze MBA Szkoła Główna Handlowa. Członek Rady Doskonałości Naukowej. Członek komisji MEiN ds. doktoratów wdrożeniowych.

## Życiorys
W 2003 ukończył na Akademii Górniczo-Hutniczej im. Stanisława Staszica w Krakowie studia na kierunku budownictwo. W 2008 na podstawie rozprawy pt. Określanie wartości parametrów odkształceniowych górotworu uwarstwionego w rejonie wpływów eksploatacji górniczej uzyskał w Akademii Górniczo-Hutniczej im. Stanisława Staszica na Wydziale Górnictwa i Geoinżynierii stopień naukowy doktora nauk technicznych dyscyplina: górnictwo i geologia inżynierska specjalność: geomechanika. W tym samym roku w ramach podwójnego doktoratu obronił pracę doktorską na TU Bergakademie Freiberg w Niemczech w specjalności geotechnika. Tytuł rozprawy Determination of the value of strain parameters for strata rock mass in the region of underground mining influence. W 2016 w Głównym Instytucie Górnictwa na podstawie dorobku naukowego oraz monografii pt. Określanie przemieszczeń poziomych powierzchni terenu spowodowanych eksploatacją podziemną otrzymał stopień doktora habilitowanego nauk technicznych dyscyplina: górnictwo i geologia inżynierska specjalność: geomechanika górnicza i geotechnika. W roku 2022 za swoje osiągnięcia otrzymał tytuł naukowy profesora nauk inżynieryjno-technicznych w dyscyplinie inżynieria środowiska, górnictwo i energetyka.
Od 2003 roku związany zawodowo z Instytutem Mechaniki Górotworu Polskiej Akademii Nauk. W latach 2006–2008 pracował na stanowisku asystenta naukowo-badawczego w Institut für Markscheidewesen und Geodäsie TU Bergakademie Freiberg. Następnie w latach 2011-2014 był adiunktem Akademii Górniczo-Hutniczej im. Stanisława Staszica w Krakowie na Wydziale Wiertnictwa, Nafty i Gazu w Katedrze Inżynierii Gazowniczej. W 2016 roku został profesorem nadzwyczajnym w Instytucie Mechaniki Górotworu Polskiej Akademii Nauk. W latach 2019–2023 Zastępca Dyrektora w Instytucie Mechaniki Górotworu Polskiej Akademii Nauk (IMG PAN). W 2023 zatrudniony na stanowisku profesora w IMG PAN. Od 2023 profesor na wydziale Wiertnictwa Nafty i Gazu AGH .
Autor ponad 100 publikacji naukowych. Opracował około 90 prac naukowo-badawczych i ekspertyz w kraju i na świecie (m.in. Niemcy, Republika Czech, Francja, Holandia). Ponadto był współwykonawcą kilkunastu grantów krajowych i międzynarodowych, z czego kierował trzema. W trakcie swojej pracy naukowej recenzował kilkanaście doktoratów (w tym doktoraty w Australii i Niemczech) i wniosków habilitacyjnych. Prezentował wyniki badań na ponad 40 Międzynarodowych Konferencjach Naukowych (m.in. Chiny, USA, Australia, Polska, Niemcy, Wielka Brytania, RPA, Hiszpania)
Kilkukrotnie zapraszany na konferencje w roli „Key Speaker”.
Prowadził zajęcia na Uniwersytetach w Polsce, Chinach, Niemczech, Wietnamie.
W 2019 został członkiem Rady Doskonałości Naukowej I kadencji w dyscyplinie inżynieria środowiska, górnictwo i energetyka.

## Członkostwo
Krzysztof Tajduś uzyskiwał członkostwo w różnych organizacjach i instytucjach naukowych oraz gremiach doradczych krajowych i zagranicznych, takich jak:
- Rada Doskonałości Naukowej[6],
- Członek komisji MEiN ds. doktoratów wdrożeniowych,
- Ewaluator Jednostek Naukowych (Komitet Ewaluacji Nauki),
- Członek Komisji Ministra Nauki i Szkolnictwa Wyższego ds. oceny czasopism naukowych,
- Komitet Górnictwa Polskiej Akademii Nauk (przewodniczący),
- Członek Rady Naukowej w Instytucie Mechaniki Górotworu PAN w Krakowie,
- Członek Rady Naukowej w Głównym Instytucie Górnictwa[7],
- Redaktor w naukowych czasopismach międzynarodowych:
  - Archives of Mining Sciences[8],
  - Arabian Journal of Geosciences[9],
  - International Journal of Coal Science & Technology (Guest Editor)[10],
  - Remote Sensing (Guest Editor),
  - Energies (Guest Editor),
- Członek Editor Board:
  - International Journal of Mining, Reclamation and Environment[11],
  - International Journal of Coal Science & Technology[12],
- Członek Society of Mining Professors[13],
- Członek komisji Wyższego Urzędu Górniczego ds. Ochrony Powierzchni (od 2010) Wyższym Urzędzie Górniczym,
- Członek komisji Wyższego Urzędu Górniczego ds. opiniowania stanu zagrożenia wodnego i zawałowego oraz podjęcia niezbędnych działań profilaktycznych dla zapewnienia bezpiecznego funkcjonowania Kopalni Soli „Wieliczka” S.A. w Wieliczce,
- Członek International Society for Rock Mechanics (ISRM)[14],
- W latach 2006–2014 członek International Society for Soil Mechanics and Foundation Engineering.

## Odznaczenia i wyróżnienia
- Dyrektor Górniczy I Stopnia,
- W latach 2021 - 2024 wyróżniony przez World’sTop2Scientists (2% najbardziej wpływowych ludzi nauki na świecie)[15],
- Nagroda Ministra Nauki i Szkolnictwa Wyższego za osiągnięcia dydaktyczne.

Jest synem Antoniego Tajdusia.